# Ракетні катери типу «Килич»
Ракетні катери типу «Килич» (тур.Kılıç sınıfı hücumbot) — тип швидкохідних ударних ракетних катерів Військово-морських сил Туреччини, спроектовані німецькою компанією Lürssen. Всього було побудовано дев’ять бортів. Перша партія з трьох катерів отримала позначення Kılıç I, друга партія з шести бортів — Kılıç II (або Tufan). Перший катер P-330 Kılıç побудовано в Німеччині, решта вісім – в Туреччині на верфі в місті Гьольчук.

## Озброєння
Основне озброєння кораблів – 8 протикорабельних американських ракет «Гарпун». Ці ракети мають дальність понад 120 км, дозвукову швидкість 860 км/год (0,9 Маха) несуть боєголовку массою у 221 кг. Однак катери ніколи не були помічені з усіма ракетами на борту, а максимум із чотирма пусковими установками.
В передній та кормовій частинах встановлено італійську корабельну артилерийську установку OTO Melara  калібром 70 мм та 40 мм відповідно.
Озброєння доповнюється двома великокаліберними 12,7 мм кулеметами Browning M2 та двома майданчиками для роботи переносних зенітно-ракетних комплексів FIM-92 Stinger в середній частині судна. Ракета Stinger несе осколково-фугасну бойову частину масою 3 кг на дальність (ефективну) понад 8 кілометрів.

## Представники класу
| Назва         | Спущено              | В строю              | Статус   |
| Kılıç I       | Kılıç I              | Kılıç I              | Kılıç I  |
| ------------- | -------------------- | -------------------- | -------- |
| Меч (P330)    | 15 липня 1997 року   | 24 липня 1998 року   | Активний |
| Щит (P331)    | 22 вересня 1998 року | 22 липня 1999 року   | Активний |
| Спис (P332)   | 5 квітня 1999 року   | 8 червня 2000 року   | Активний |
| Kılıç II      |                      |                      |          |
| Потоп (P333)  | 25 липня 2001 року   | 26 липня 2005 року   | Активний |
| Вітер (P334)  | 1 вересня 2004 року  | 26 липня 2005 року   | Активний |
| Імбат (P335)  | 26 липня 2005 року   | 7 липня 2006 року    | Активний |
| Гарпун (P336) | 7 липня 2006 року    | 17 вересня 2007 року | Активний |
| Атака (P337)  | 4 січня 2008 року    | 14 січня 2009 року   | Активний |
| Бора (P338)   | 23 березня 2009 року | 7 квітня 2010 року   | Активний |

## Дивіться також
- Корвети типу «Ада»